# SF3B3
SF3B3‏ (Splicing factor 3b subunit 3) هوَ بروتين يُشَفر بواسطة جين SF3B3 في الإنسان.